# Dancing Pallbearers
Dancing Pallbearers (literalmente portadores de féretro bailarines) o Dancing Coffin (ataúd bailarín), es una empresa ghanesa de portadores de féretros fundada en 2003, localizada en la ciudad costera de Prampram en la Región Gran Acra de Ghana del sur, y que opera tanto a través del país como internacionalmente. Localmente se llaman Nana Otafrija Pallbearing and Waiting Service o Dada awu.
La agrupación saltó a la fama internacional, tras convertirse en un fenómeno de internet, debido a la relación del grupo con un meme de la cuarentena en la pandemia de enfermedad por coronavirus (COVID-19) de 2019-2020.

## Origen
La compañía Dancing Pallbearers está dirigida por Benjamin Aidoo, quien empezó el grupo como un servicio regular de porteo de féretros en 2003. Más tarde tuvo la idea de añadir coreografía a su trabajo. El servicio de baile es opcional y se cobra con un suplemento extra. El servicio saltó por primera vez al conocimiento público internacional en 2017 cuando la cadena televisiva británica BBC publicó un reportaje sobre el mismo.

## En la cultura popular
En abril de 2020 (aunque ya existían vídeos similares en febrero), el grupo se convirtió en protagonista de un meme de internet de humor negro en el que se mostraban vídeos de gente padeciendo varios percances, seguidos por clips de los portadores bailarines (dando a entender consecuencias funestas para los protagonistas de dichos vídeos). Los clips generalmente se mezclan con la canción «Astronomía» del artista musical ruso Tony Igy y con colaboración con Vicetone. El meme tiende a asociarse con la pandemia de coronavirus de 2019-2020, ya que fue en esa época cuando se hizo más popular.
En Brasil, los medios de comunicación  mostraron una imagen del meme para promover el confinamiento en el que se leía "quédate en casa o baila con nosotros'.